# 高田蜜惠
高田蜜惠（高田みづえ，1960年6月23日-）是一位日本女歌手、偶像。

## 生平
高田蜜惠于1977年3月25日首次登台，她演唱的《硝子坂》很快就进了Oricon公信榜的前十名。1977至1985年间，她一共发行了26首单曲。这26首歌全部登上过Oricon公信榜前100名，其中更有17首进入过前40名。她的曲风混合了日本歌謠曲与演歌的特点。
1977年，高田曾獲得日本唱片大獎、FNS歌謠祭、日本有線大獎的最佳新人奖。
和高田蜜惠同时代的其他偶像有榊原郁恵和清水由貴子，后两人也是在1977年首次登台。这三人被称作“フレッシュ三人娘”。这三人得到的宣传和之前的櫻田淳子、山口百惠、森昌子得到的宣傳如出一辙。
1977年至1984年间，高田蜜惠在NHK红白歌合战上共演唱7次。
1985年，在和相扑选手若嶋津六夫结婚后，高田瑞惠便退出了娱乐圈，之後成为二所ノ関部屋的老板娘。
2015年8月8日，高田蜜惠在日本广播协会的“Omoide no Melody”音乐节目上再度献声，这是她时隔30年后的首次公开演出。